# Rossinyol pit-rogenc
El rossinyol pit-rogenc (Sheppardia cyornithopsis) és una espècie d'ocell de la família dels muscicàpids (Muscicapidae) pròpia de la selva tropical africana. El seu hàbitat natural són els boscos tropicals i subtropicals de frondoses humits. El seu estat de conservació es considera de risc mínim.